# Hapaline
Hapaline es un género de plantas con flores de la familia Araceae. Es originario del centro y sur de China hasta el sur de Malasia.

## Descripción
Contiene 7 especies que se encuentran desde China del sur de Malasia. Se encuentran generalmente  en los bosques húmedos en los suelos de humus, entre basalto o rocas de piedra caliza.  El género originalmente recibió el nombre de Hapale por Heinrich Wilhelm Schott en 1857, pero fue cambiado a Hapaline un año más tarde, cuando se descubrió que un género de monos tití de América del Sur ya se le había asignado el nombre en 1811.

## Taxonomía
El género fue descrito por Heinrich Wilhelm Schott y publicado en Genera Aroidearum exposita 44. 1858.  La especie tipo es: Hapaline benthamiana Schott

## Especies
- Hapaline appendiculata Ridl., J. Straits Branch Roy. Asiat. Soc. 49: 47 (1908).
- Hapaline benthamiana Schott, Gen. Aroid.: 45 (1858).
- Hapaline brownii Hook.f., Fl. Brit. India 6: 521 (1893).
- Hapaline celatrix P.C.Boyce, Kew Bull. 51: 70 (1996).
- Hapaline colaniae Gagnep., Notul. Syst. (Paris) 9: 134 (1941).
- Hapaline ellipticifolia C.Y.Wu & H.Li, Acta Phytotax. Sin. 15(2): 104 (1977).
- Hapaline kerrii Gagnep., Notul. Syst. (Paris) 9: 134 (1941).